# 知识共享许可协议
是一种公共版权授權條款，其允许按照多种需求分发受版权保护的作品。一个作者可使用知识共享许可协议授權授予他人分享、使用，甚至创作衍生作品的权利。知识共享许可协议提供给作者灵活性（例如，他们可以选择允许非商业用途使用他们的作品），保护使用或重新分配他人作品的人，所以他们只要遵守由作者指定的条件，而不必担心侵犯版权。

知识共享图标

知识共享许可协议有多种不同类型。许可证可以有不同的组合，并由分发条款决定。
授權條款最初由共享創意于2002年12月16日发布，其是一家美国非营利性组织，于2001年成立。

## 歷史

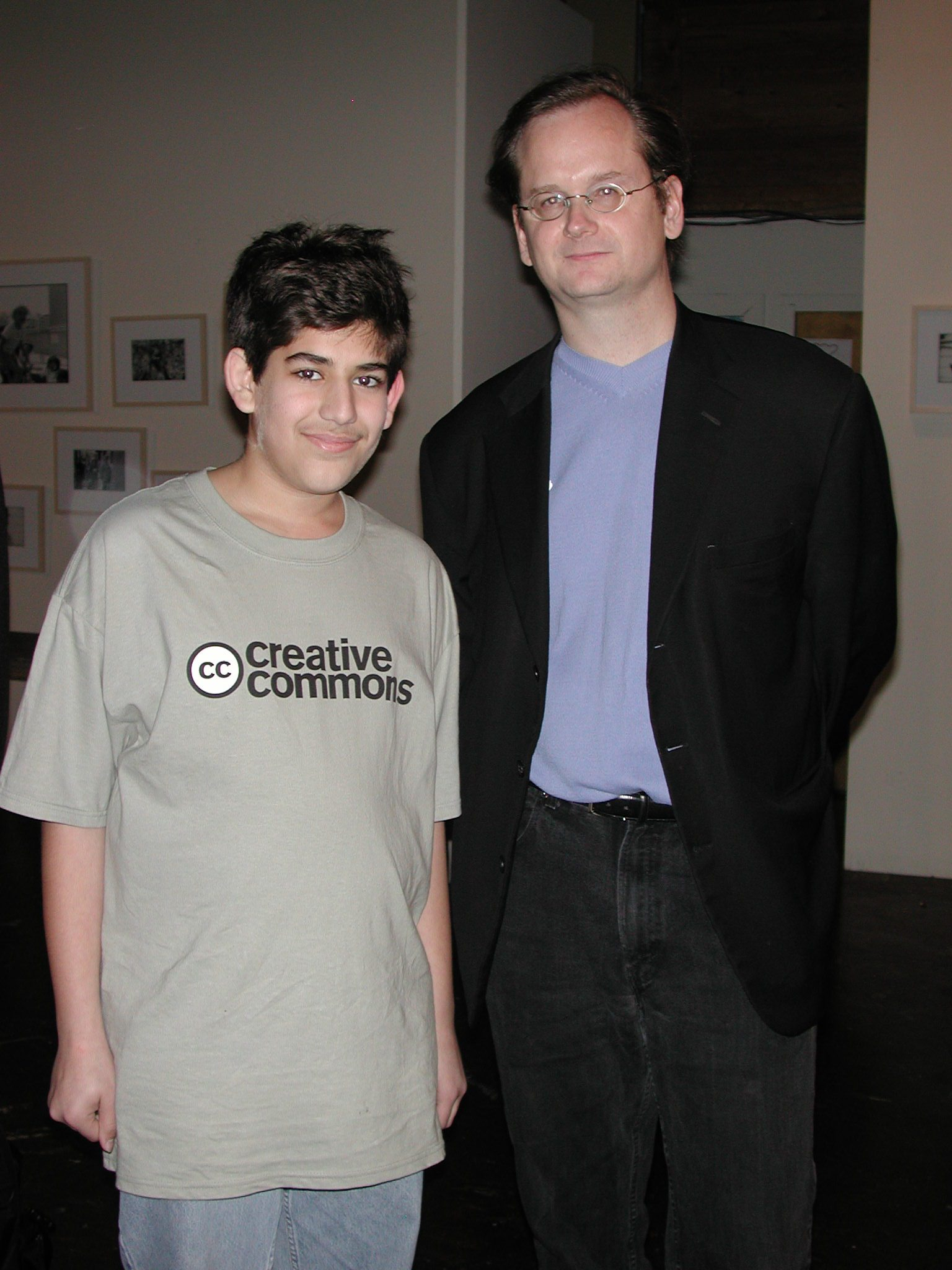
亞倫·斯沃茨和勞倫斯·雷席格在2002年授權條款首次發布會上

2001年，勞倫斯·雷席格和艾瑞克·埃爾德雷德設計了「創用CC授權條款」（Creative Commons License，縮寫CCL），因為他們認為需要在現有版權模式和公共領域狀態之間建立授權條款。2002年12月16日，授權條款1.0版正式發布。
CCL允許發明人保留對其創新的權利，同時也允許對發明進行一些外部使用。CCL的出現是對埃尔德雷德诉阿什克罗夫特案裁決的反應，在該案中，美國最高法院裁定《著作權年限延長法案》的條款符合憲法，該法將作品的版權期限延長至最後一位在世作者的壽命再加70年。
最初的非本地化CCL是以美國的法律體系為基礎編寫的，因此，其措辭可能與其他司法管轄區的當地法律不一致，導致授權條款在那裡無法執行。為了解決這個問題，創用CC組織要求其附屬機構翻譯各種授權條款，以反映當地法律，這個過程被稱為「移植」。截止2011年7月，知识共享许可协议已经被“移植”到超过50个不同的司法管辖区。

## 适用作品
根据知识共享许可协议获得授权的作品受适用的版权法管辖。这允许将知识共享许可协议应用于所有受版权保护的作品，包括：书籍、戏剧、电影、音乐、文章、照片、博客和网站。
虽然软件也受版权法管辖，并且适用知识共享许可协议，但由於現有常用軟體授權的後向兼容性限制，知识共享組織建议不要在軟體中特別使用它。相反地，開發者可以採用對軟體更友好的自由及开放源代码软件（FOSS）许可证。除了软件的FOSS授權使用案例之外，还有几个利用知识共享许可协议来指定“免费软件”授權模式的使用案例；例如《白色密室》、《传送门马里奥》或《AssaultCube》。儘管CC0為最自由的著作權授權條款，自由软件基金会不建议將使用CC0将软件发布到公共领域。
但是，申请创用CC许可不得修改合理使用或公平交易允许的权利，也不得施加违反版权例外的限制。此外，知识共享许可协议是非专屬且不可撤销的。根据知识共享许可协议获得的任何作品或作品的副本可以继续在该许可下使用。
对于受多种知识共享许可协议保护的作品，用户可以自行选择其中一种授權。

## 授權類型
| 公共领域和保留的所有权利之间的知识共享许可范围 | 2014年的CC许可证使用情况 |

### 四項權利
原设定的授權條款授予“基本权利”，例如允许在世界各地不做修改且非商业性分发带有版权的作品。这些授權的细节取决于版本，包括选择四个条件：
| 标志 | 名称         | 英文 | 缩写 | 说明 |
| ---- | ------------ | ---- | ---- | --- |
|      | 署名         |      | BY   | 您（用户）可以复制、发行、展览、表演、放映、广播或通过信息网络传播本作品；您必须按照作者或者许可人指定的方式对作品进行署名。                               |
|      | 相同方式共享 |      | SA   | 您可以自由复制、散布、展示及演出本作品；若您改变、转变或更改本作品，仅在遵守与本作品相同的授權条款下，您才能散布由本作品产生的派生作品。（参见copyleft）。 |
|      | 非商业性使用 |      | NC   | 您可以自由复制、散布、展示及演出本作品；您不得为商业目的而使用本作品。                                                                                     |
|      | 禁止演绎     |      | ND   | 您可以自由复制、散布、展示及演出本作品；您不得改变、转变或更改本作品。                                                                                     |
根据诸如DFSG或自由软件基金会的标准之类的定义，后两个条款并不是免费的内容许可，且不能在需要这些自由的上下文中使用，例如Wikipedia。对于软件，知识共享包括其他机构创建的三个免费许可证：BSD许可证，GNU LGPL和GNU GPL。

### 七种许可证
混合搭配以上权利可产生16种组合，其中4种组合因同时包括“ND”和“SA”，相互排斥而无效。有效组合中，因为98%的特许人要求署名，5种缺乏“BY”的条款不再使用。
| 协议名称                       | 缩写        | 图标             | 署名要求 | 允许修改作品 | 允许商业性使用 | 符合自由文化作品 | 符合OKI的“开放定义” |
| ------------------------------ | ----------- | ---------------- | -------- | ------------ | -------------- | ---------------- | ------------------- |
| CC0                            | CC0         | CC0 图标         | 否       | 是           | 是             | 是               | 是                  |
| 署名                           | CC BY       | CC BY 图标       | 是       | 是           | 是             | 是               | 是                  |
| 署名-相同方式共享              | CC BY-SA    | CC BY-SA 图标    | 是       | 是           | 是             | 是               | 是                  |
| 署名-非商业性使用              | CC BY-NC    | CC BY-NC 图标    | 是       | 是           | 否             | 否               | 否                  |
| 署名-非商业性使用-相同方式共享 | CC BY-NC-SA | CC BY-NC-SA 图标 | 是       | 是           | 否             | 否               | 否                  |
| 署名-禁止演绎                  | CC BY-ND    | CC BY-ND 图标    | 是       | 否           | 是             | 否               | 否                  |
| 署名-非商业性使用-禁止演绎     | CC BY-NC-ND | CC BY-NC-ND 图标 | 是       | 否           | 否             | 否               | 否                  |

## 4.0版
最新的4.0版（於2013年11月25日發佈）不需要移植就可以適用於各地的法律，4.0版並不鼓勵移植，而是希望能作為一個全球通用的授權方式。

## 權利和義務

### 署名
自2004年以来，除CC0及变体外的所有授權协议都要求原作者署名。署名必须包含“至多的信息”。一般来说，这意味着：
- 包含任何版权声明（如适用）。如果作品自身带有作者的版权声明，版权声明必须保持不变，或在一种合理的方式下重新分发给媒介。
- 引用作者的名字，网名或用户ID等。如果作品发布在互联网上，如果存在作者的个人档案页面，应附上页面的链接。
- 引用作品的标题或名称（如适用），前提是存在标题或名称。如果作品发布在互联网上，应在重新分发时连接到原作品的标题或者名称。
- 引用作品的CC授權协议。如果作品发布在互联网上，应引用作者的CC授權协议，且应附有到CC网站的链接。
- 如果作品是一个衍生作品或改编作品，除了以上几点外，还应该说明这是一个衍生作品，如“这是[作者]的[作品]的芬兰语翻译版本”或“剧本在[作者]的[原作品]基础上改编”。

### 非商业用途授權
部分知识共享许可协议中的选项“非商业用途”在定义上有争议，有时候使人不清楚什么可以考虑使用非商业选项，根据促进内容开放的原则，它的限制不同于其他授權。

### 公有领域

CC0公用领域图标

除了授權，知识共享许可协议还提供了通过CC0来发布作品进入公有领域的方法，一个放弃所有权利，且在法律上是可行的，全球性的法律工具。CC0开发于2007年开始。工具于2009年提供。
在2010年，知识共享发布了Public Domain Mark，一个给公有领域作品打上标签的工具。CC0和Public Domain Mark共同取代了以美国中心的公有领域贡献和认证（英語：Public Domain Dedication and Certification）。
在2011年，自由软件基金会添加了CC0到其自由软件授權，让CC0成为发布软件到公共领域的推荐方式。

知识共享公共领域图标。表示已经属于（已授予）公共领域的作品

在2012年2月，CC0提交给OSI审批，但却遭到拒绝。OSI的常见问题解答总结称“目前，我们不建议软件通过CC0发布到公有领域”在所有管辖区，站在法律的立场上，其会放弃所有版权（“公有领域”）。OSI的常见问题解答进一步说明“CC0没有明确被拒绝，但审查委员会无法达成共识，知识共享最终撤回申请”。撤下的消息称知识共享代表解释称CC0最初开发是因为科学数据社区的需求，以帮助数据共享自由。它不是设计用来取代有时会用于软件源代码声明的“发布到公共领域”。
2013年，Unsplash开始使用CC0许可证分发免费的摄影作品。它现在每月分发数百万张照片，并启发了许多类似网站，包括CC0摄影公司和CC0博客公司。 创用CC的创始人劳伦斯·莱西格（Lawrence Lessig）为该网站做出了贡献。Unsplash于2017年6月从使用CC0许可证移至其自己的类似许可证，但增加了使用照片制作竞争服务的限制，使其与CC0许可证不兼容。
2014年10月，开放知识基金会批准了知识共享CC0，使其符合“开放定义”，并推荐了将内容专用于公共领域的许可。

### 匹配
改变作品中的权利可以通过CC许可来表达，该CC许可与改变所基于的原始作品的状态或许可兼容。

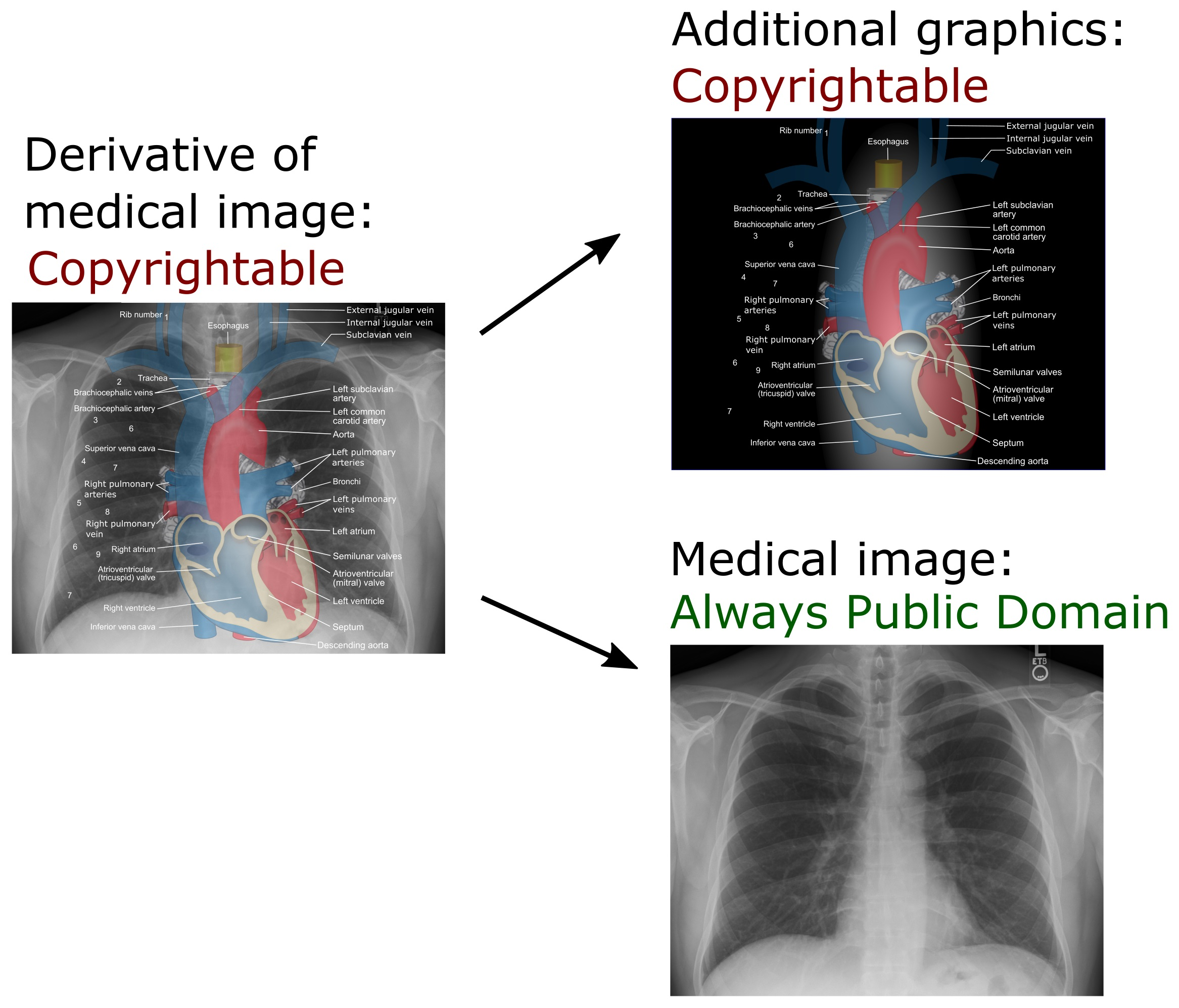
允许将两部作品进行组合的示例，其中一项是CC BY-SA，另一项是公共领域。

| 图标                             | CC0 icon | CC BY icon | CC BY-SA icon | CC by-NC icon · CC BY-NC-SA icon | CC BY-NC-ND icon · CC BY-ND icon |
| -------------------------------- | -------- | ---------- | ------------- | -------------------------------- | -------------------------------- |
| CC0 icon                         | 是       | 是         | 是            | 是                               | 否                               |
| CC BY icon                       | 是       | 是         | 是            | 是                               | 否                               |
| CC BY-SA icon                    | 是       | 是         | 是            | 否                               | 否                               |
| CC by-NC icon · CC BY-NC-SA icon | 是       | 是         | 否            | 是                               | 否                               |
| CC BY-NC-ND icon · CC BY-ND icon | 否       | 否         | 否            | 否                               | 否                               |

## 使用知识共享许可
创用CC使用创用CC授权维护组织和项目的内容目录Wiki。 CC还在其网站上提供了使用CC许可在世界各地进行的项目的案例研究。 CC授权的内容也可以通过许多内容目录和搜索引擎进行访问（请参阅CC许可的目录）。

## 已停用的授權
由于不被使用或受到批评，许多以前提供的知识共享许可已被淘汰，并且不再推荐用于新作品。淘汰的许可证包括所有缺少署名标示（除了CC0）的许可证，及以下四种授權：
- 发展中国家的授權：一个发展中国家的授權，这仅适用于由世界银行认为“非高收入经济体”的国家。完整版权限制适用于在其他国家的人。根据诸如DFSG或自由软件基金会的标准之类的定义。[48]
- 采样：部分作品内容可以用于广告以外的任何用途，但整个作品不能复制或更改。[49]
- 特别采样：部分作品内容可以复制或修改，但不能用于广告目的。可以在非商业用途下复制整个作品。[50]
- 非商业特别取样许可：出于非商业目的，可以复制和修改整个作品或部分作品。[51]

## 部分知识共享许可协议下发布内容的项目列表
- BdFISH（CC BY-NC-ND）
- 互联网档案馆 （各种）
- Anatomography（英语：Anatomography） （CC BY-SA）
- 进步通讯协会（英语：Association for Progressive Communications） （CC BY-SA）
- ccMixter（英语：ccMixter） （大部分CC BY-NC）
- 大众百科 （CC BY-SA）
- 哥白尼刊物（英语：Copernicus Publications） （CC BY）
- 欧洲地球科学联盟（英语：European Geosciences Union）  （CC BY）
- Freesound（英语：Freesound） （CC0，CC BY，CC BY-NC和其他）
- 免费音乐档案馆（英语：Free Music Archive） （各种）
- identi.caIdenti.ca（英语：identi.caIdenti.ca） （CC BY）
- Jamendo （各种）
- 可汗學院 （CC BY-NC-SA）
- knol （大多数CC BY-SA或CC BY-NC-SA）
- 真菌观察者 （CC BY-SA或CC BY-NC-SA）
- 開放式課程網頁 （CC BY-NC-SA）
- Stock-ai  (CC BY-NC-SA)
- Open Game Art（英语：Open Game Art） （CC BY-SA 3.0不带NC，CC0）
- PLOS One （CC BY）
- 塞勒基金会（英语：The Saylor Foundation） （CC BY）
- Stack Overflow （CC BY-SA）
- Fandom （CC BY-SA，自2009年6月）
- 维基学院 （默认CC BY-SA，还允许CC BY和CC0）
- 维基新闻 （CC BY）
- 维基百科 （CC BY-SA，自2009年6月）
- 维客旅行 （CC BY-SA）
- 维基导游 （CC BY-SA）
- 维基数据（结构化数据相关名字空间[註 1]为CC0，其余为CC BY-SA）
- xkcd （CC BY-NC）

## 备注
1. ↑  主、属性（Property）、词位（Lexeme）及实体方案（EntitySchema）